# Puffy AmiYumi
Le Puffy AmiYumi (パフィー?, Pafī, romanizzato PUFFY in lingua giapponese) sono un gruppo musicale giapponese, fondato nel 1995 a Tokyo da Ami Ōnuki e Yumi Yoshimura.
Finora hanno inciso 26 album e 40 singoli. Dal 2004 al 2006 è stata realizzata negli Stati Uniti d'America una serie televisiva animata intitolata Hi Hi Puffy AmiYumi, che racconta le avventure della band. Inoltre sono stati realizzati tre videogiochi ispirati al gruppo: Puffy: P.S. I Love You, Hi Hi Puffy AmiYumi: Kaznapped! e Hi Hi Puffy AmiYumi: The Genie and the Amp. Il duo ha creato un programma televisivo, intitolato Pa-Pa-Pa-Pa-Puffy, e ha ispirato una serie di action figure e una di scarpe.

## Storia
Quando era al liceo, Ami Ōnuki faceva parte di una band chiamata "Hanoi Sex". Nel suo secondo anno, la band fece un'audizione per la Sony: la passarono, diventando così dipendenti della Sony Music Entertainment. Mentre gli Hanoi Sex faticavano ad avere successo, Ami prendeva lezioni di canto e frequentava una scuola professionale per imparare a diventare un'artista migliore. Alla fine la band si sciolse, lasciando solo Ami alle dipendenze della Sony, che la incoraggiò a rimanere nonostante la mancanza di una band e di una chiara direzione musicale.
Nel 1995, Yumi Yoshimura partecipò e vinse un'audizione per una compagnia che cercava attori e musicisti, sempre condotta dalla Sony. Da Osaka si trasferì a Tokyo, dove incontrò Ami per caso negli uffici della Sony Music e poi a una festa post concerto. Le due si trovarono subito d'accordo: entrambe si sentivano sole all'interno della grande organizzazione Sony e nessuna delle due era fiduciosa nelle proprie capacità di artiste soliste (anche se Ami era riuscita a registrare un CD da solista sotto la guida dell'ex front-man degli "Unicorn" Tamio Okuda).
Grazie alle loro voci molto simili, la Sony decise di unire le due ragazze in un duo. Fu Andy Sturmer (produttore e musicista americano co-fondatore dei Jellyfish) a chiamare il gruppo "PUFFY", che debuttò nel 1996 con il loro primo singolo intitolato Asia No Junshin, che ottenne un ottimo successo in Giappone. Nel luglio dello stesso anno uscì il primo album del gruppo, intitolato AmiYumi.
Nel 2002 le Puffy AmiYumi debuttarono negli Stati Uniti, registrando le sigle della serie animata Teen Titans e dell'anime Superior Defender Gundam Force. Nel 2003 scrissero la canzone Urei, inserita in un episodio della serie animata Le nuove avventure di Scooby Doo. Nel 2005 il duo tornò negli Stati Uniti, per la tournée West Coast Tour 2005.

## Formazione

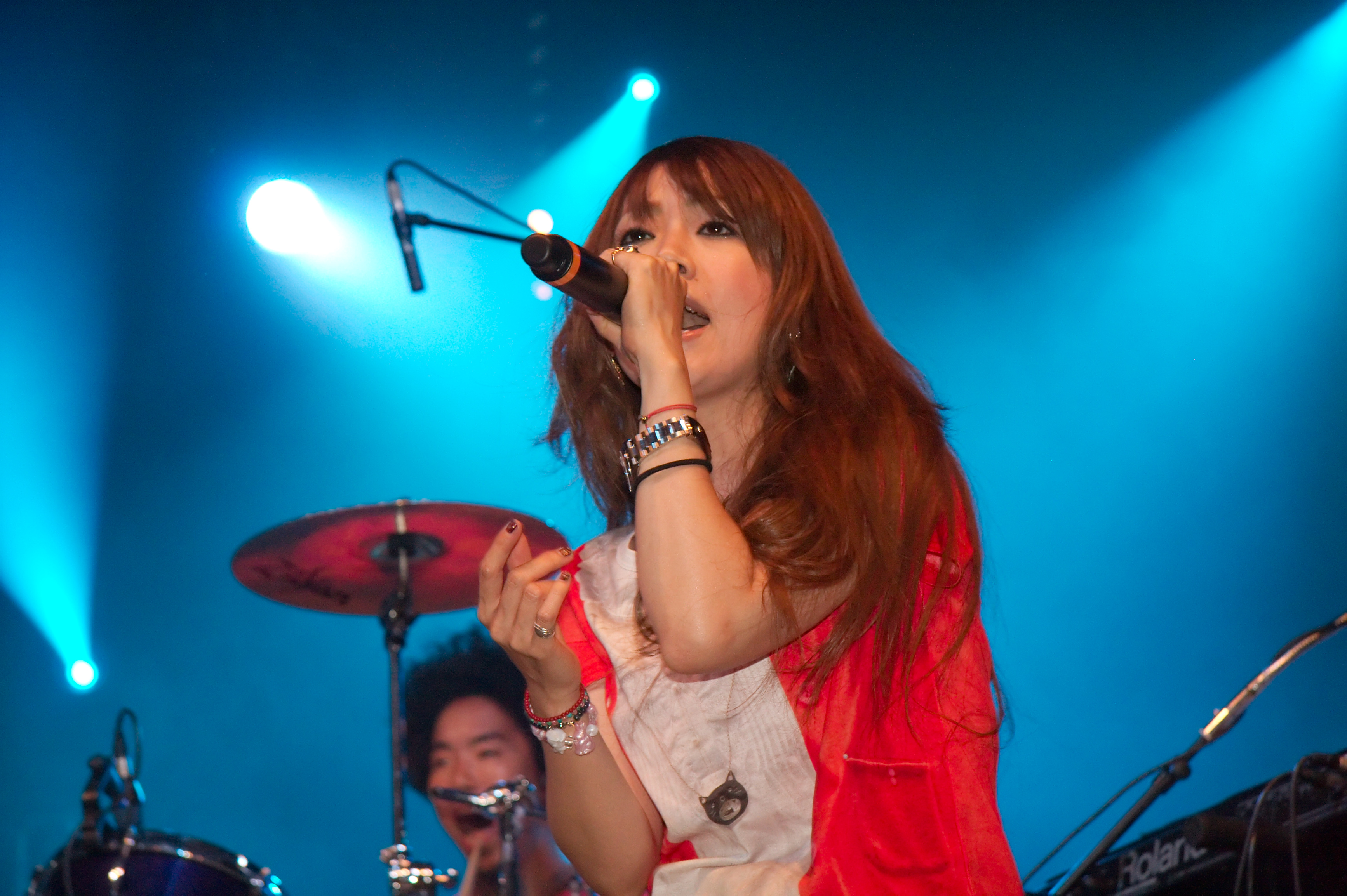
Ami Onuki

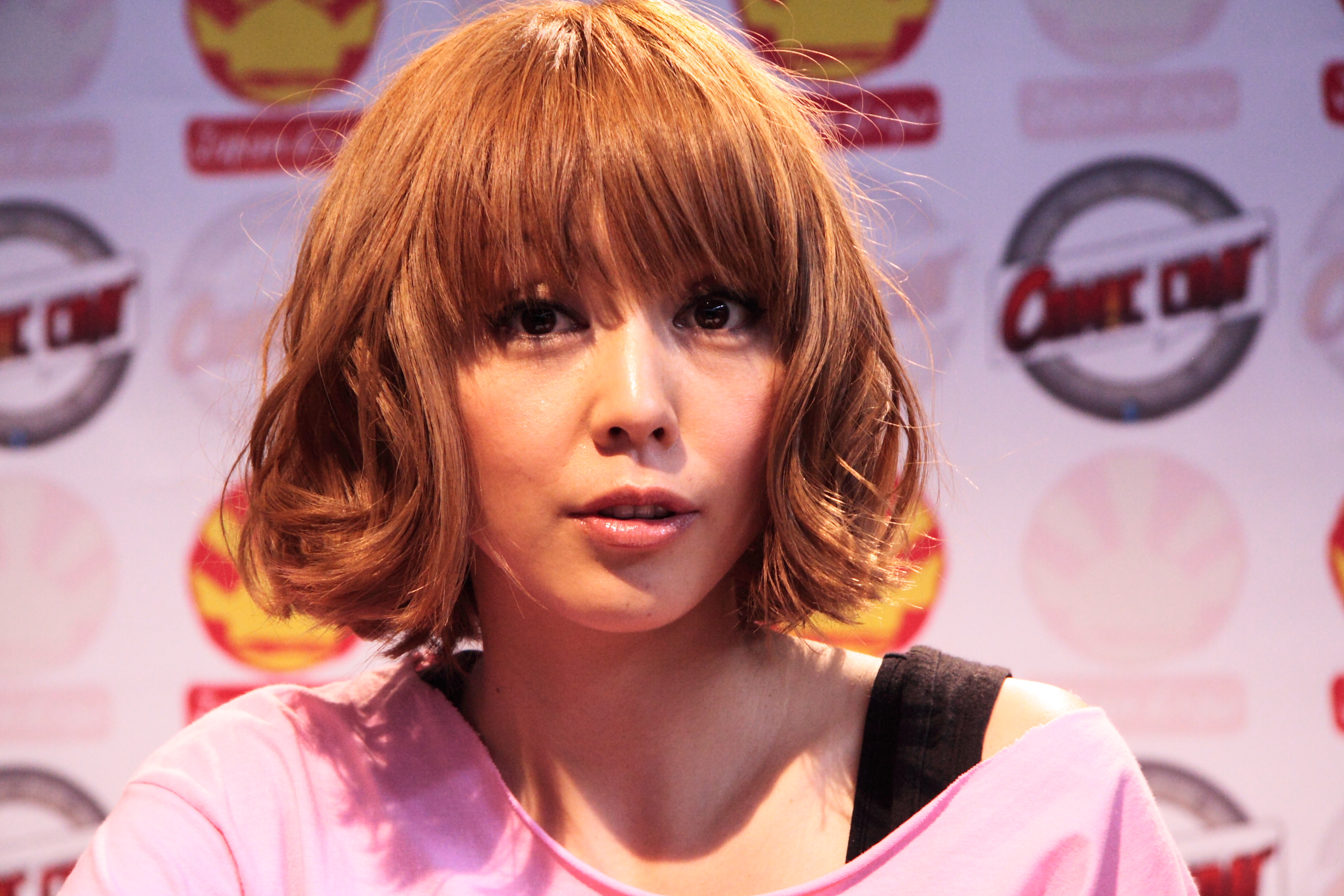
Yumi Yoshimura

- Ami Ōnuki  (大貫 亜美?, Ōnuki Ami), 18/09/1973: voce
- Yumi Yoshimura  (吉村 由美?, Yoshimura Yumi), 30/01/1975: voce

## Discografia[2]

### Album
- AmiYumi (1996)
- SoloSolo (1997)
- Jet-CD (1998)
- Fever*Fever (1999)
- Puffy Re-Mix Project (PRMX) (Remix album) (1999)
- The Very Best of Puffy/AmiYumi Jet Fever (Best album) (2000)
- SPIKE (2000)
- 15 (2001)
- The Hit Parade (2002)
- An Illustrated History (2002)
- Nice. (2003)
- PRMX Turbo (Remix album) (2003)
- 59 (mini album) (2004)
- Momoe Tribute - Thank You For... (2004)
- Hi Hi Puffy AmiYumi (2004)
- Splurge (2006)
- Hit & Fun (Best album) (2007)
- Honeycreeper (2007)
- Puffy AmiYumi x Puffy (2009)
- Bring it! (2009)
- Thank You (2011)
- Puffy Covers (2012)
- 20th ANNIVERSARY BEST ALBUM (2016)
- Playlist ~PUFFY 25th Anniversary~ (2021)
- THE PUFFY (2021)
- FAN! PUFFY! FUN! ~PUFFY 25th ANNIVERSARY~ (2021)

### Singoli
- Asia No Junshin (1996)
- Kore ga watashi no ikiru michi (1996)
- Circuit No Musume (1997)
- Nagisa ni Matsuwaru Et Cetera (1997)
- MOTHER/Nehorina Hahorina (1997)
- Ai No Shirushi (1998)
- Tararan/Puffy no tourmen (1998)
- Puffy De Rumba (1998)
- Nichiyoubi no musume (1999)
- Yume no tame ni (1999)
- Umi e to/Pool Ni Te (2000)
- Boogie Woogie No. 5 (2000)
- Atarashii Hibi (2001)
- Aoi Namida (2001)
- Hurricane (2002)
- Akai Buranko/Planet Tokyo (2002)
- SUNRISE (2004)
- Hajimari no uta/Nice Buddy (2005)
- Hi Hi (2005)
- Mogura Like (2006)
- Tokyo I'm on My Way (2006)
- Splurge ep 【Analog Ban】 (2006)
- Hazumu Rhythm (2006)
- Hataraku Otoko (2006)
- boom boom beat/Oedo Nagareboshi IV (2007)
- ORIENTAL DIAMOND/Kuchibiru Motion (2007)
- All Because Of You (2008)
- My Story (2008)
- Hiyori Hime (2009)
- Darekaga (2009)
- R.G.W. (2010)
- Happy Birthday (2011)
- SWEET DROPS (2011)
- Tomodachi no Wao! (2012)
- Datsu Dystopia (2013)
- Himitsu no Gimme Cat ~Ufufu Honto yo~ (2014)
- COLORFUL WAVE SURFERS (2015)
- Puffypipoyama (2015)
- Bouken no Dadada (2017)
- Pathfinder (2021)

### Colonne sonore
- I'm with Lucy (2002)
- Teen Titans (serie animata) (2003)
- Le nuove avventure di Scooby Doo (What's New, Scooby-Doo?) (serie animata) (2003)
- Scooby-Doo 2: Mostri scatenati (Scooby Doo 2: Monsters unleashed) (2004)
- Hi Hi Puffy AmiYumi (serie animata) (2004)

## Lavori televisivi
- Pa-Pa-Pa-Pa-Puffy (show televisivo) (1997-2002)
- Hi Hi Puffy AmiYumi (serie animata) (2004-2006)
- Hi Hi PUFFY Bu (reality show) (2006)

## Videogiochi
- Puffy: P.S. I Love You (1999)
- Hi Hi Puffy AmiYumi: Kaznapped! (2005)
- Hi Hi Puffy AmiYumi: The Genie and the Amp (2006)

## Curiosità
Il nome originale del gruppo è PUFFY, ma negli Stati Uniti vengono chiamate Puffy AmiYumi per evitare controversie legali con il cantante Sean Combs, dato che "Puffy" è anche uno dei suoi pseudonimi.